# Didea vockerothi
Didea vockerothi är en tvåvingeart som beskrevs av Ghorpade 1994. Didea vockerothi ingår i släktet vinkelblomflugor, och familjen blomflugor. Inga underarter finns listade i Catalogue of Life.